# Un'avventura romantica
Un'avventura romantica è un film del 2016 diretto da Davide Cavuti.
Film biografico che  racconta la vita, i rapporti con la famiglia e con i registi Vittorio De Sica, Alessandro Blasetti, Mario Camerini, Mario Monicelli, Steno e le opere del compositore Alessandro Cicognini, con la partecipazione di personaggi importanti che lo hanno conosciuto e che hanno arricchito con la loro testimonianza il lungometraggio. 

## Trama
Alessandro Cicognini firmò le musiche di oltre trecento film, fu il compositore preferito di Vittorio De Sica, scrivendo le musiche di quasi tutte le sue produzioni, tra cui Sciuscià, e Ladri di biciclette, entrambi vincitori del premio Oscar; collaborò con i più grandi registi della sua epoca tra cui Alessandro Blasetti, Mario Camerini, Luigi Comencini, Vittorio De Sica, Camillo Mastrocinque, Mario Monicelli, Steno.
Alla fine degli anni sessanta, il suo gesto di buttare nel fiume Aniene tutte le musiche che aveva composto, segnò l’allontanamento definitivo dal mondo del cinema.

## Produzione
Alla realizzazione del film hanno contribuito il Centro Ricerche e Studi Nazionale Alessandro Cicognini, il Centro Sperimentale di Cinematografia di Roma, la Cineteca Nazionale di Roma, Mediaset, Ripley’s Film, Dear Film, Rai Teche.
Il lungometraggio è stato girato a Francavilla al Mare, Pescara, Nocciano, Spoltore, Subiaco, Roma.

## Distribuzione
Il film è stato presentato allo Spazio FEdS della 73ª Mostra internazionale d'arte cinematografica di Venezia.Ha partecipato al XX Tertio Millennio Film Fest presso la Casa del Cinema di Roma, il 38° Havana Film Festival - Festival Internacional del Nuevo Cine Latinoamericano a L’Avana – Cuba, il VI Festival del Cinema di Spello e dei Borghi Umbri, la rassegna Giorgio Albertazzi e il Cinema presso la Sala Trevi di Roma. È stato inoltre incluso nella selezione ufficiale sezione docufilm dei Nastri d'argento 2018.

## Riconoscimenti
- 2017 – Premio Flaiano[9]
  - Pegaso d'oro per la regia a Davide Cavuti
  - Pegaso d'oro per l'interpretazione a Edoardo Siravo
  - Pegaso d'oro per l'interpretazione a Lino Guanciale
- 2017 – 44° Flaiano Film Festival
- 2016 – Premio Arbiter
  - Alla colonna sonora composta da Davide Cavuti[10]